# Christina von Hamm
Christina von Hamm (* 15. Jahrhundert; † 15. oder 16. Jahrhundert) ist eine Mystikerin und Selige  der römisch-katholischen Kirche.
Über das Leben Christinas liegt lediglich ein kurzer Bericht des Werner Rolevinck in seiner Universalgeschichte Fasciculus temporum aus den 1470er-Jahren vor. Demnach war eine von Rolevinck Stine genannte Dienstmagd (puella) im Jahr 1464 in Hamm. Als „frisch Konvertierte“ (noviter conversa) habe sie dort die fünf Wundmale Christi getragen. Diese Stigmata, so der Bericht, waren 15 Wochen lang bis Fronleichnam zu sehen. Christina zeigte sie zwölf Zeugen und sagte voraus, dass diese Male innerhalb von zwei Stunden verschwinden würden, was auch geschehen sein soll. Weitere Nachrichten sind nicht erhalten. Die Erzählung Rolevincks wurde im 16. Jahrhundert von Gerhard Kleinsorgen in seinem erst 1780 publizierten Chronicon sive Historia Westphaliae Ecclesiastica aufgenommen. Beiden folgte Aegidius Gelenius in seiner von Jost Kalckhoven verlegten De admiranda Sacra von 1645 und führt ihren Gedenktag unter dem 23. Juni an. Heute ist ihr Gedenktag der 22. Juni, der wohl von Christina von Stommeln übernommen und auf sie übertragen wurde. Peter Dinzelbacher wirft hinsichtlich der Stigmata die Frage auf, ob es sich um einen Betrug gehandelt habe.